# Bloomfield (New Jersey)
Pour les articles homonymes, voir Bloomfield.
Bloomfield est un township situé dans l'État américain du New Jersey.

## Personnalités
- Johnstone Bennett (1870-1906), actrice et interprète de vaudeville américaine, est morte à Bloomfield.